# Pelidnota fusciventris
Pelidnota fusciventris är en skalbaggsart som beskrevs av Ohaus 1905. Pelidnota fusciventris ingår i släktet Pelidnota och familjen Rutelidae.

## Underarter
Arten delas in i följande underarter:
- P. f. lecourti
- P. f. columbica